# Późny kapitalizm
Późny kapitalizm lub końcowy etap kapitalizmu – termin użyty po raz pierwszy w druku przez niemieckiego ekonomistę Wernera Sombarta na przełomie XIX i XX wieku. Od 2011, początkowo w Stanach Zjednoczonych i Kanadzie, zaczął być stosowany w odniesieniu do zjawisk postrzeganych jako absurdy, sprzeczności, kryzysy, niesprawiedliwości, nierówności i wyzysk stworzone przez rozwój konsumpcjonizmu oraz nowoczesnej kultury biznesu. W tym kontekście oba terminy od 2016 funkcjonują również jako mem internetowy. Natomiast w zakresie ekonomicznym i socjologicznym termin stosowany jest do opisywania postfordowskiej bądź „rozwiniętej” formy kapitalizmu.
Pojęcie „późnego kapitalizmu” odnosi się na ogół do epoki historycznej od 1940, w tym powojennej ekspansji gospodarczej zwanej „złotym wiekiem kapitalizmu”. Wyrażenie istniało już od dawna w niektórych krajach Europy kontynentalnej, zanim zyskało popularność w świecie anglojęzycznym, a to dzięki tłumaczeniu książki Ernesta Mandela Der Spätkapitalismus: Versuch einer marxistischen Erklärung (pol. Późny kapitalizm: próba marksistowskiego wyjaśnienia), opublikowanej w 1973.
Niemieckie oryginalne wydanie pracy Mandela nosiło podtytuł próba marksistowskiego wyjaśnienia, co oznacza, że Mandel badał epokę powojenną w kategoriach marksistowskiej teorii kapitalistycznego sposobu produkcji. Zasugerował, że w systemie kapitalistycznym zaszły ważne zmiany jakościowe podczas i po II wojnie światowej, a także, że istnieją granice rozwoju kapitalizmu.

## Historia
Termin „późny kapitalizm” (niem. Spätkapitalismus) został po raz pierwszy użyty przez Wernera Sombarta w jego książce Der moderne Kapitalismus, która była publikowana w częściach w latach 1902–1927. Niemiecki ekonomista podzielił kapitalizm na różne etapy:
1. społeczeństwo protokapitalistyczne (od wczesnego średniowiecza do 1500),
2. wczesny kapitalizm w latach 1500–1800,
3. rozkwit kapitalizmu (niem. Hochkapitalismus) od 1800 do I wojny światowej,
4. od tego momentu następuje późny kapitalizm[9].

Pojęcie późnego kapitalizmu zaczęło być stosowane przez socjalistów w Europie kontynentalnej pod koniec lat 30. i 40. XX wieku, kiedy wielu ekonomistów uważało, że kapitalizm jest skazany na zagładę. Pod koniec II wojny światowej niektórzy z nich, w tym Joseph Schumpeter i Paul Samuelson, wierzyło, że koniec kapitalizmu może być bliski, ponieważ narastające problemy gospodarcze mogą okazać się nie do pokonania.
W latach 60. w Niemczech i Austrii terminu zaczęli używać zachodni marksiści piszących w tradycji szkoły frankfurckiej i austromarksizmu. Leo Michielsen i Andre Gorz, dzięki nowym analizom powojennego kapitalizmu, spopularyzowali pojęcie „neokapitalizmu” we Francji i Belgii. Jacques Derrida przedkładał „neokapitalizm” nad „post-” lub „późny kapitalizm”. Natomiast Theodor Adorno preferował „późny kapitalizm” nad „społeczeństwo przemysłowe”, co stanowiło temat XVI Kongresu Socjologów Niemieckich w 1968. Z czasem ekonomiści i socjolodzy zaczęli coraz częściej używać terminu późnego kapitalizmu, m.in. w 1971 Leo Kofler wydał książkę zatytułowaną Technologische Rationalität im Spätkapitalismus (pol. Racjonalność technologiczna w późnym kapitalizmie), w 1972 Claus Offe opublikował esej Spätkapitalismus – Versuch einer Begriffsbestimmung (pol. Późny kapitalizm – próba definicji pojęciowej), w 1973 Jürgen Habermas wydał Legitimationsprobleme im Spätkapitalismus (pol. Problemy legitymacji w późnym kapitalizmie), natomiast w 1975 Ernest Mandel wydał w języku angielskim swoją pracę doktorską Late Capitalism. Herbert Marcuse również zaakceptował ten termin.
Immanuel Wallerstein uważał, że kapitalizm jest w trakcie zastępowania przez inny system światowy. Amerykański krytyk literacki i teoretyk kultury, Frederic Jameson, używał terminu Rudolfa Hilferdinga „ostatni etap kapitalizmu” (niem. jüngster Kapitalismus), chociaż i tak często stosował w swoich pismach określenia „późny kapitalizm”. We współczesnym użyciu późny kapitalizm często odnosi się do mieszanki zaawansowanych technologii, koncentracji (spekulacyjnego) kapitału finansowego, postfordyzmu (przejście masowej produkcji w dużych fabrykach na małe, elastyczne jednostki produkcyjne) oraz rosnących nierówności dochodów.

## Ernest Mandel
Według marksistowskiego ekonomisty Ernesta Mandela, który spopularyzował ten termin w swojej rozprawie doktorskiej z 1972, późny kapitalizm zostanie zdominowany przez machinacje – a może raczej płynność – kapitału finansowego; a także przez postępujące utowarowienie i uprzemysłowienie coraz bardziej inkluzywnych sektorów ludzkiego życia. Mandel uważał, że „daleki od reprezentowania »społeczeństwa postindustrialnego«, późny kapitalizm [...] po raz pierwszy w historii stanowi uogólnioną powszechną industrializację”.
Do połowy lat 60. Mandel wolał używać terminu „neokapitalizm”, którym w tamtym czasie najczęściej posługiwali się intelektualiści w Belgii i Francji.
W swojej pracy Późny kapitalizm Mandel wyróżnił trzy okresy w rozwoju kapitalistycznego sposobu produkcji.
- Swobodnie konkurencyjna produkcja kapitalistyczna, mniej więcej od 1700 do 1870, poprzez wzrost kapitału przemysłowego na rynkach krajowych.
- Faza kapitalizmu monopolistycznego, mniej więcej od 1870 do 1940, charakteryzuje się imperialistyczną rywalizacją o rynki międzynarodowe i wyzyskiem terytoriów kolonialnych.
- Epoka późnego kapitalizmu wyłaniającego się po II wojnie światowej, której dominującymi cechami są wielonarodowe korporacje, zglobalizowane rynki i praca, masowa konsumpcja oraz przestrzeń dla płynnych wielonarodowych przepływów kapitału[25].

Mandel próbował scharakteryzować naturę epoki nowożytnej jako całości, odwołując się do głównych praw ruchu kapitalizmu określonych przez Karola Marksa. Celem ekonomisty było wyjaśnienie nieoczekiwanego odrodzenia kapitalizmu po II wojnie światowej, wbrew lewicowym prognozom, oraz długiego boomu gospodarczego, który wykazał najszybszy wzrost gospodarczy w historii ludzkości. Jego praca wywołała nowe zainteresowanie teorią długich fal w rozwoju gospodarczym.

## Fredric Jameson
Fredric Jameson zapożyczył wizję Mandela jako podstawę swojego szeroko cytowanego postmodernizmu, czyli logiki kulturowej późnego kapitalizmu. Postmodernizm Jamesona obejmuje nowy sposób produkcji kulturalnej (rozwoju literatury, filmu, sztuk pięknych, teorii społecznej itp.), który znacznie różni się od poprzedniej epoki modernizmu, zwłaszcza w podejściu do pozycji podmiotu, czasowości i narracji.
W epoce modernizmu dominującą ideologią był pogląd, że społeczeństwo można przebudować na podstawie wiedzy naukowej i technicznej oraz na podstawie powszechnego konsensusu co do znaczenia postępu. Jednak od drugiej połowy XX wieku modernizm był stopniowo przyćmiewany przez postmodernizm, który sceptycznie odnosi się do inżynierii społecznej oraz charakteryzuje się brakiem konsensusu co do znaczenia postępu. Postmoderniści uważali również, że w następstwie szybkich zmian technologicznych i społecznych wszystkie stare pewniki upadły, co zaczyna destabilizować każdą część życia, czyniąc prawie wszystko plastycznym, zmiennym, przejściowym i nietrwałym.
Jameson argumentował, że „każde stanowisko w sprawie dzisiejszego postmodernizmu – czy to apologia, czy stygmatyzacja – jest również... z konieczności implicite lub explicite politycznym stanowiskiem w sprawie natury dzisiejszego wielonarodowego kapitalizmu”. Filozof uznał fazę późnego kapitalizmu za nowy i niespotykany dotąd rozwój o zasięgu globalnym – niezależnie od tego, czy jest definiowany jako kapitalizm wielonarodowy, czy informacyjny. Jednocześnie późny kapitalizm odbiega od przewidywań Marksa co do ostatniego etapu tego systemu.

## Współczesne użycie terminu i dalsza ewolucja
Według artykułu opublikowanego w „The Atlantic” z 2017 terminem „późny kapitalizm” współcześnie określa się nowoczesną kulturę biznesową. Niemniej, stał się on uniwersalnym określeniem służącym do opisywania różnego rodzaju zjawisk, które mają wyrażać kapitalistyczne wypaczenia ludzkiego życia i psychiki, często używane w krytyce i satyrze. Z takim użyciem wiąże się idea, że współczesny kapitalizm nie może trwać wiecznie, ponieważ problemy stwarzane przez biznes stają się zbyt duże i niemożliwe do opanowania. Natomiast określenia „późny kapitalizm” i „końcowy etap kapitalizmu” w powyższym kontekście zaczęły od 2016 funkcjonować w sieci jako mem internetowy.
Socjolog Przemysław Nosal wśród cech późnego kapitalizmu wymienia m.in. „technologizację, globalizację i indywidualizację”, a także „trwałe zakorzenienie takich kulturowych wzorców, jak indywidualizm, hedonizm, emocjonalność oraz potrzeba doznań”. Niektórzy ekonomiści i pisarze identyfikują pojęcie „późnego kapitalizmu” z formą „kapitalizmu rozwiniętego” bądź „aktualnego”, co nie jest równoznaczne z jego schyłkowością. Filozof Florian Nowicki tak scharakteryzował termin:

Wynikałoby stąd, iż kapitalizm późny nie jest wcale kapitalizmem schyłkowym, upadającym, ale kapitalizmem ustabilizowanym, niewywrotnym, którego populacja jest doskonale zaadaptowana do jego antyhumanistycznych realiów, i nie jest zainteresowana żadną humanistyczną alternatywą.

Niekiedy poprzez wyrażenie „późnego kapitalizmu” mówi się o faszyzacji życia publicznego, czego cechy ma przejawiać kapitalizm w późniejszych fazach. Zwraca się uwagę, że „kapitalizm w swojej ortodoksji jest systemem, który bazuje na autorytatywnych, kontrolujących i opartych na wyzysku stosunkach, w szczególności między kapitalistami a robotnikami”.